# Mine de Paragominas
La mine de Paragominas est une mine de bauxite située dans l'état du Pará au Brésil. Elle appartient à deux entreprises minières : Hydro (67,9%) et Vale (32,1%). Sa production a démarré en 2007, et a reçu une extension en 2008. La bauxite est broyée et transportée dans un long pipeline de 244 km à Barcarena, où elle est affinée en alumine à Hydro Alunorte et expédiée à des producteurs d'aluminium au Brésil et d'autres parties du monde. La mine à Paragominas emploie environ 1300 employés permanents et environ 350 travailleurs sur les contrats à long terme.